# Limba mirandeză
Limba mirandeză (lhéngua mirandesa în mirandeză; língua mirandesa sau mirandês în portugheză) este o limbă vorbită în nord-estul Portugaliei, recunoscută de Parlamentul portughez în 1999.
Mirandeza are un corp gramatical distinct (fonetică, fonologie, morfologie și sintaxă independente) datând din perioada formării Portugaliei (secolul XII). Rădăcinile sale se găsesc în latina vorbită din nordul Peninsulei Iberice (portugheza provine din nord-vest). Este un dialect foarte bine păstrat al vechii limbi leoneze din Iberia de nord, care astăzi se înrudește cu limba asturiană, care, la rândul său, este considerată de mulți ca fiind un dialect al limbii spaniole. 
Astăzi, mirandeza este folosită, mai mult ca a doua limbă, de către 15 000 de persoane (deși pentru unii încă mai este limba primară) în satele municipalității Miranda do Douro și în trei sate din municipalitatea Vimioso, pe o suprafață de 484 km², cu ramificații în alte sate din municipalitățile Vimioso, Mogadouro, Macedo de Cavaleiros și Bragança. Există trei dialecte: "mirandeza normală", "mirandeza de graniță" și "mirandeza Sendinês". Cei mai mulți vorbitori cunosc și portugheza, sau chiar și spaniola.

## Legături externe
- Lhéngua i cultura mirandesa Arhivat în 28 septembrie 2007, la Wayback Machine.